# Lyssky chokolade
|  | Denne artikel er oprettet af botten PalnaBot ud fra en ekstern database. Den kan derfor have sproglige fejl eller mangler. Denne skabelon kan fjernes efter kontrol af indholdet. |

Lyssky chokolade er en film instrueret af Miki Mistrati og produceret af Helle Faber.

## Handling
Da instruktøren Miki Mistrati i 2010 afslørede intensiv brug af børnearbejde og trafficking i Elfenbenskystens kakaoproduktion fik chokoladeindustrien travlt med at gøre utallige krumspring, der kunne komme problemerne til livs. Nu er Mistrati tilbage med filmen 'The shady Chocolate', der efterforsker sandheden bag industriens tiltag.